# 廖辉
廖辉（1987年10月5日—），中国男子举重运动员，湖北省仙桃市人。

## 生平
- 1997年开始练习举重
- 1999年进入湖北队
- 2001年被八一体工大队选中
- 2007年进入中国国家队，主攻69公斤级。
- 2008年北京奥运会前夕，因衛冕冠軍張國政身體狀況不佳，廖輝頂替其與石智勇參加69公斤級舉重賽事。男子举重69公斤级决赛上，在石智勇因傷退賽的情況下，廖辉以抓举158公斤、挺举190公斤、总成绩348公斤的成绩夺得该项目冠军。
- 2010年11月18日，因被指在比赛中服用违禁药物宝丹酮，国际举重联合会宣布禁赛对其至2014年9月30日。[1]作为回应，廖辉上诉至国际体育仲裁法庭。[2] 2012年，廖辉因受禁赛风波影响，无缘参加伦敦奥运会。此后，国际举重联合会将其禁赛期削减为两年。2012年9月30日，廖辉结束禁赛，正式复出赛场。[3]
- 2016年里约奥运会前夕，廖辉因伤退役[4]，于同年12月宣布复出备战2020年东京奥运会[5]。
- 2017年，获得第十三届全国运动会男子69公斤级举重亚军[6]。

## 主要战绩
- 2008年北京奥运会男子举重69公斤级冠军，总成绩348公斤。